# Renon le Bailly de Tilleghem
Renon le Bailly de Tilleghem (Brugge, 31 augustus 1757 - 11 augustus 1824) behoorde tot een vooraanstaande familie uit Brugge en werd in 1813 baron d'empire.

## Levensloop
Renon le Bailly, telg uit het oude geslacht Le Bailly, dat in 1605 in de adelstand was verheven, maar al veel langer adellijk leefde, was een zoon van Philippe le Bailly, algemeen ontvanger van de stad Brugge. Hij trouwde met Marie-Thérèse Arrazola de Oñate (1759-1828) en ze kregen vijf kinderen. In Brugge woonde hij in de Naaldenstraat.
Hij werd in 1785, in opvolging van zijn vader, heer van Tillegem. Van 1779 tot 1792 (ook tijdens de Brabantse Omwenteling) was hij schepen van het Brugse Vrije. Bij de laatste vernieuwing van het bestuur van het Vrije onder de Oostenrijkers, werd hij niet meer benoemd. De heerlijkheid Tillegem werd in de Franse tijd afgeschaft, maar Renon bleef eigenaar van het kasteel en het domein.
Hij integreerde zich in het Frans regime en werd lid van het kiescollege van het Leiedepartement, alsook gemeenteraadslid van Brugge. In 1812 bracht een groepje Brugse notabelen, onder leiding van Renon, een bezoek aan Parijs en werd door Napoleon I ontvangen. Le Bailly en François de Serret vielen in de smaak en werden kort daarop in de keizerlijke adelstand verheven met een baronstitel. Voor beiden werd als functie die de adelsverheffing motiveerde vermeld dat ze lid van het kiescollege voor het Leiedepartement waren. De titel was persoonlijk en dus niet overdraagbaar. Geen van beiden richtte een majoraat op, wat Frans Jozef Beyts, nochtans kinderloos, wél had gedaan.
Onder het Verenigd Koninkrijk der Nederlanden bleef Renon le Bailly gemeenteraadslid en werd ook lid van de Provinciale Staten. Hij was er vroeg bij om zich opnieuw in de adelstand te laten opnemen, wat gebeurde eind 1816. In 1817 werd hem daarenboven opnieuw de baronstitel verleend, overdraagbaar op al zijn nakomelingen.
Zijn twee kleinzoons Renon (1818-1855) en Hector (1822-1877) Le Bailly, zouden later, met verwijzing naar de uitgestorven familietak van Charles Le Bailly de Marloop, respectievelijk in 1850 en 1856 de titel burggraaf verkrijgen, overdraagbaar bij eerstgeboorte. Zonder blijvend gevolg echter, want Renon junior bleef ongehuwd en Hector had geen overlevende nakomelingen.
Een tweede zoon van Renon le Bailly, Philippe le Bailly de Tilleghem (1787-1873), gehuwd met Catherine Ysenbrandt, had tot in de eenentwintigste eeuw nageslacht, dat verder de baronstitel voerde.